# Blanca Inés Osuna
Blanca Inés Osuna (Paraná, 25 de octubre de 1950) es una dirigente política argentina, de la provincia de Entre Ríos. Se desempeñó como intendente de la ciudad de Paraná durante el período 2011-2015. Previamente, representó a su provincia en el Senado de la Nación desde el 2007, y durante los dos períodos anteriores, fue Diputada Nacional.

## Biografía

### Comienzos
Militante política y social desde muy joven, es psicopedagóga y profesora en Educación Especial, con especialización en Gestión de las Instituciones y Tecnología de la Comunicación Educativa. Fue maestra y directora en escuelas primarias. También se desempeñó como docente universitaria en las Facultades de Ciencias de la Educación de la UNER y de Humanidades de la UADER y como psicopedagoga en el Servicio Interdisciplinario Educativo del Consejo General de Educación. Fue Presidenta del Consejo General de Educación de Entre Ríos.

### Labor parlamentaria (1999-2011)
Durante su labor parlamentaria presentó numerosos proyectos con temáticas diversas: educación, previsión social, derechos humanos, cuidado del medio ambiente y los recursos naturales, defensa del consumidor, entre otros, mereciendo la mayoría de ellos sanción favorable. Fue miembro informante de las leyes de Educación Nacional y de Educación Sexual Integral. Asimismo fue autora del proyecto que dio lugar a la sanción de la ley por la que se incorporó en el Código Penal el delito de desaparición forzada de personas.
Impulsó y tuvo un lugar relevante en el tratamiento y aprobación de leyes tales como: Movilidad Jubilatoria, recuperación de los Fondos de Seguridad Social, la ley de Servicios de Comunicación Audiovisual, Financiamiento Educativo, de Educación Técnico y Profesional, la de Matrimonio Igualitario y la anulación de las leyes de obediencia debida y punto final.
Paraná siempre fue una de sus prioridades en materia de proyectos legislativos. Así, por su iniciativa se declararon Monumentos Históricos Nacionales a la Biblioteca Popular, a la Escuela Normal José María Torres, la Escuela Del Centenario y a la Escuela Hogar Eva Perón. Además son varios los proyectos de transferencia de terrenos e inmuebles nacionales a la provincia, como por ejemplo el recientemente aprobado traspaso del predio donde funciona la Escuela N° 100 “Puerto Nuevo”, que ahora tiene espacio propio para la formación de Técnicos en Construcción Naval. Asimismo fue la impulsora de la creación del nuevo juzgado federal en Concordia, iniciativa que gracias a su tesonera labor logró sanción definitiva.

### Intendencia de Paraná (2011-2015)
En diciembre de 2011, asume como intendenta de Paraná junto al videintendente Gastón Grand. Los principales ejes de su gestión estuvieron dados por los derechos humanos y el cuidado del medio ambiente.
En el eje de los Derechos Humanos, se destacan la política de la Mujer; y el programa Recuperadores de Derechos. Primeramente, las políticas públicas en materia de género están orientadas a brindar espacios de contención, tratamiento y reivindicación individual y colectiva a las mujeres que han sido víctimas de violencia; en consonancia con políticas provinciales y nacionales de la última década. También han sido un eje la reconstrucción de lazos, la promoción de derechos, la generación de herramientas para su empoderamiento. En este sentido, se han llevado adelante diversas acciones:
- Cierre de prostíbulos en la ciudad y modificación de la Ordenanza que habilitaba los mismos como “bares sin venta de comida”
- Creación del Consejo de la Mujer (25 de junio de 2012).
- Instancias de capacitación en oficios y charlas relacionadas con la violencia contra las mujeres.
- Clubes de Mujeres
- Operativos de salud y acciones que pusieron énfasis en la salud de las mujeres.
- Actividades y concientización en el Día internacional contra la violencia, que se realiza cada 25 de noviembre.
- Apoyo logístico al Programa “Ellas Hacen”, del Ministerio de Desarrollo Social de la nación y de la provincia de Entre Ríos.
- Propuestas deportivas y recreativas y apoyo a otras expresiones existentes protagonizadas por mujeres (Rugby y boxeo femenino)
- Creación de la Casa de las Mujeres, inaugurada el 8 de marzo de 2014.
- Formación primaria, secundaria y terciaria para trabajadores y trabajadoras municipales que se forman en el Centro de Formación “Néstor Kirchner” y en la Universidad Nacional de Entre Ríos.
- Programa "Promoción de las Mujeres Municipales en sus Puestos de Trabajo", que dio comienzo en agosto de 2014.
- Inauguración y puesta en marcha de las Escuelas Populares de Género.

Estas políticas han sido reconocida por instituciones y personalidades como la Comisión Nacional Coordinadora de Acciones para la Elaboración de Sanciones de Violencia de Género; la dirección del Consejo Nacional de Investigaciones Científicas y Técnicas (Conicet), a cargo de Dora Barrancos; la jueza Claudia Mizawak, del Superior Tribunal de Justicia de la provincia de Entre Ríos; Marcelo Colombo, de la Unidad Fiscal de Asistencia en Secuestros Extorsivos y Trata de Personas (UFASE).
El programa de Recuperadores de Desechos se enmarca en la política de Gestión de Residuos Sólidos Urbanos -GIRSU-, que tiene como prioridad el cuidado del medio ambiente, la limpieza de los espacios públicos y la concientización sobre el cuidado del hábitat y las prácticas saludables en la recolección y tratamiento de los residuos urbanos. El objetivo del plan es mejorar la calidad de vida de las familias que viven de la manipulación de los Residuos Sólidos Urbanos a través de carros tirados por caballos. En 2013, luego de la creación del Registro de Recuperadores de Residuos, se relevaron 200 familias que trabajan informalmente recolectando residuos y utilizan carros tirados por caballos. Luego del relevamiento se planificaron y desarrollaron los distintos ejes de implementación del Programa, que contempla:
- La sustitución de carro y caballo por motocarro, junto a capacitaciones en oficios
- Incluir a los recolectores y a su famili a en el sistema educativo, a través de la creación de centros de alfabetización en distintos barrios de la ciudad
- Propuestas de sensibilización sobre la salud y el ambiente, la responsabilidad vial y la seguridad laboral
- La recuperación y el bienestar integral de los caballos entregados por los beneficiarios de los motocarros

Para eso el Municipio de Paraná firmó un Convenio de Cooperación Tripartito con la Universidad Autónoma de Entre Ríos y el Instituto Nacional de Tecnología Agropecuaria. Como parte de este Eje de trabajo, se creó el Registro Único de Cuidadores de Equinos, con el propósito de registrar a todas aquellas personas interesadas en cuidar los caballos sustituidos, garantizando y corroborando fehacientemente que los nuevos cuidadores posean los requerimientos de espacio físico, alimentación, sanidad y protección, necesarios para mantener las condiciones óptimas de salud de los equinos.
En 2015 se presentó como candidata para la reelección, pero resultó ganador Sergio Varisco de Cambiemos.